# Тостада
Тостада је назив који се даје разним јелима у Мексику и другим деловима Латинске Америке који укључују препечену тортиљу као главну основу њихове припреме.
Назив се обично односи на равну или тортиљу облика посуде која је запржена или тостована. Може се конзумирати самостално или користити као основа за другу храну. Тортиље од кукуруза обично се користе за тостаде, мада се могу наћи и тостаде од пшенице или других састојака.

## Припрема
Од устајалог хлеба се прави тост, а од устајале тортиље тостада пржењем на кључалом уљу док не постане златна, крута и хрскава. Комерцијалне тостаде су по укусу и конзистенцији сличне тортиља чипсу.
Тостада је самостално јело у Мексику и Југозападу, а такође служи као додатак разној мексичкој храни, углавном морским плодовима и динстању. Тостаде се могу наћи широм Мексика.
Преливи за тостаде углавном су исти као они који се користе за тако: слој пасуља, сира, павлаке, сецкане зелене салате, резаног лука и салсе, која се затим прелива на коцкице и пржено месо, обично пилетину или свињетину, а такође говедину. Такође су популарни међу морским плодовима попут туне, шкампа, краба, сецкане хоботнице и севичеа. Вегетаријанске тостаде, иако не тако честе, такође се могу наћи. Главни прелив (обично пасуљ или кајмак) мора бити довољно пастозан да остане на њему; ово спречава да остали преливи или додаци падну док се једу. Оахака позната је по великој tlayuda тостади, која је величине пице и понекад преливена прженим шапулинама (врста скакавца).
Тостада може бити предјело, исечено на мале троуглове да би се чипс од тортиље умочио у салсу, гвакамолу, пасуљ, кајмак или крем сир. Ова верзија тостаде има своје корене и у Новом Мексику. Комерцијални чипс од тортиље, понекад познат и као наћоси, такође се често продаје у продавницама и супермаркетима.
У Централној Америци тостаде се често припремају са црним пасуљем, першуном, млевеном говедином и куртидом.